# Doctor Therne
Doctor Therne este un roman melodramatic din 1898 de H. Rider Haggard, despre o epidemie de variolă care cuprinde Anglia. Romanul este scris ca un atac la adresa mișcării de anti-vaccinare din acea perioadă.
Cartea este „răspunsul” scriitorului la dezbaterea despre responsabilitatea civică și natura obligatorie a vaccinării în Marea Britanie. Cartea a fost dedicată Societății Jenner. Romanul, scris pe un subiect de mare actualitate, a stârnit o mare rezonanță în presă, inclusiv în publicațiile medicale profesionale, dar a fost apoi uitată.
Romanul este alcătuit din treisprezece capitole, desemnate printr-o cifră romană și un titlu propriu. Intriga este liniară, deși unele evenimente sunt prezentate sub forma amintirilor protagonistului. Epidemia descrisă în roman este datată 1896, în timp ce evenimentele din orașul fictiv englezesc Denchester s-au desfășurat cu douăzeci de ani mai devreme.
La începutul acțiunii, protagonistul, un tânăr doctor, nu este capabil să-și înființeze propriul cabinet. Mulți ani mai târziu, devine parte a unei influente mișcări anti-vaccinare, primește o moștenire neașteptată, este ales în Parlament, dar în timpul unei epidemii de variolă, provocată în mare parte de acțiunile partidului său, își pierde fiica din cauza bolii.